# 삼성 픽손
삼성 픽손(Samsung Pixon, Samsung M8800)는 삼성전자가 2008년 9월에 출시한 휴대 전화이다.